# Barichneumon excelsior
Barichneumon excelsior là một loài tò vò trong họ Ichneumonidae.